# Focul Sfântului Elmo

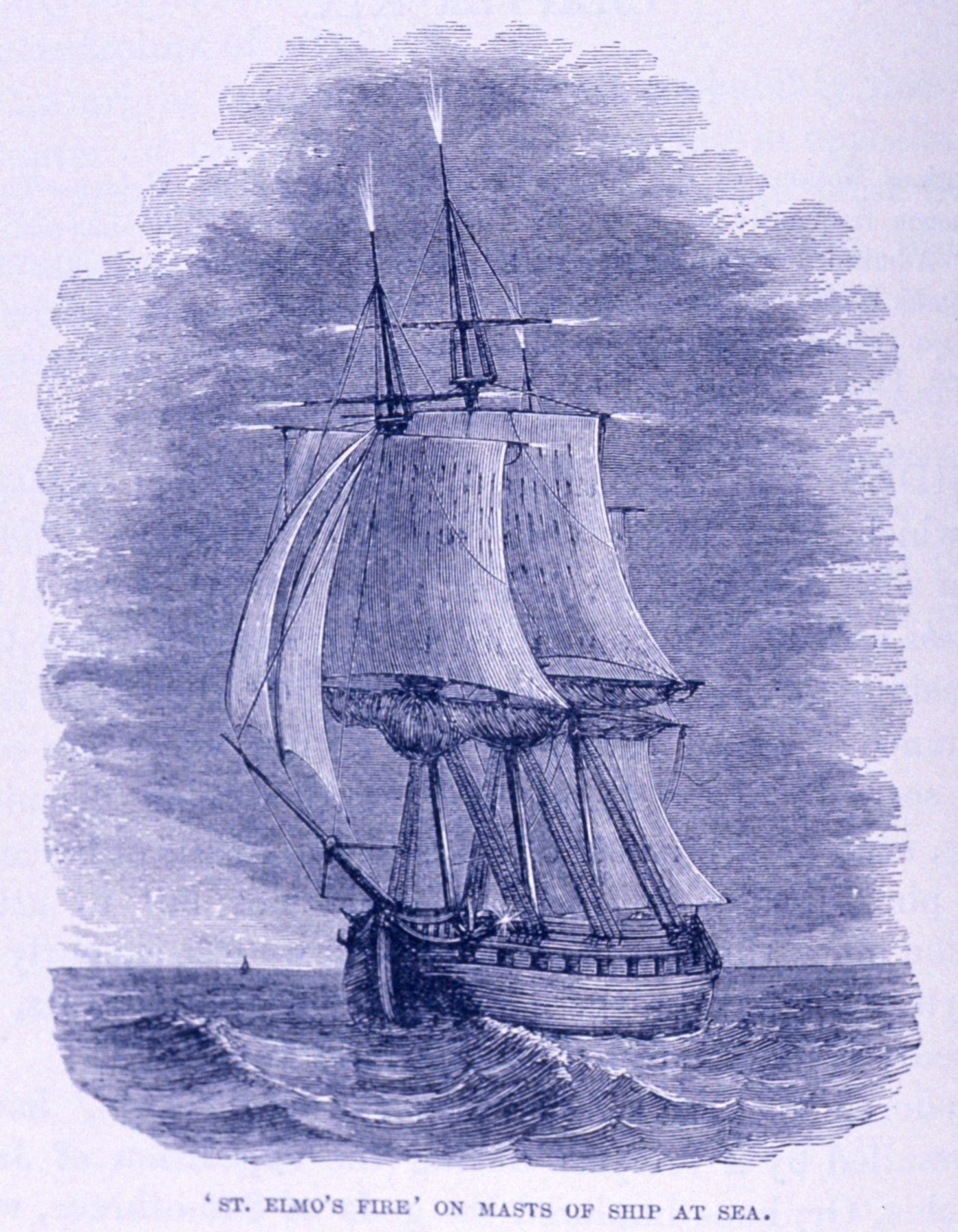
Focul Sfântului Elmo pe catargele unui velier

Focul Sfântului Elmo este o descărcare coronală ce apare în orele premergătoare orajelor (descărcărilor electrice) pe vârfurile ascuțite. În condițiile în care câmpul electric al atmosferei are valori mari, se produce un flux de electroni ce dau o anumită luminozitate.
Fenomenul este cunoscut încă din antichitate și constă în apariția unei străluciri intense, asemănătoare focului, în jurul obiectelor înalte și ascuțite, cum sunt clopotnițele sau hornurile castelelor sau chiar vârfurile muntoase. Apare și la capetele elicelor și la vârful aripii, parbrizului carlingii și botului avioanelor care zboară în atmosferă cu ninsoare uscată, cu cristale de gheață sau în zonă cu furtuni. Ca aspect, se prezintă ca niște jerbe de scântei foarte subțiri, albe-violete, de obicei cu lungimea până la 20 de centimetri. 
Fenomenul a fost observat deseori de marinari în timpul furtunilor, când „focul” apărea de-a lungul catargelor corăbiilor. De aceea poartă numele sfântul Elmo. Sf. Elmo este varianta italiană a numelui Sf. Erasmus, patronul marinarilor din Marea Mediterană, care, în mod tradițional, este considerat ca protector al acestora.
La munte de cele mai multe ori luminile lipsesc, însă fenomenul se aude și este perceptibil: descărcările electrice produc trepidații ale aerului, ca un zumzăit de albine, corpul este invadat de o curioasă senzație și părul de pe cap se ridică la verticală. 
O relatare din anul 1841 a fenomenului de către căpitanul Dimitrie Papazoglu:
„Este locul să vă semnalez un fenomen atmosferic foarte curios. Pe la 
miezul nopții, eram sosiți pe câmpiile Frățeștilor, întunericul era 
mare, și fulgerele țineau întruna. Deodată ne pomenirăm cuprinși de o 
electricitate fosforică, mustățile, favoritele, zulufii părului ne erau 
pline de scânteie! Marginea cozoroacelor de la chivără, curelele de la 
patrontaș, asemenea, iar vârfurile baionetelor avânt și ariergardei 
aveau flăcări, ca și cum ar fi fost paratonere de trăsnete. Soldații, 
văzându-se în astfel de stare, au început să zică ofițerilor:
— Arde tot batalionul! S-a aprins tot batalionul! Au căzut trăznetele peste noi.
— Nu fi dobitoc, prostule, răspundeau ofițerii, scutură mustața 
tovarășului cu mâna ta, șterge-i marginea cozorocului cu basmaua șterge 
vârful spăngii cu mâna ta, să vezi de te arde.
— Ba nu arde, domnule! Ce o fi fost asta ?
— Asta e iuțeala fosforului, care se produce din desele fulgere. Astfel, soldații au început să râdă.”
din Istoria fondărei orașului București:Capitolul 18 (http://ro.wikisource.org/wiki/)